# 釧路コールマイン
釧路コールマイン株式会社（くしろコールマイン、英: KUSHIRO COAL MINE CO.,LTD.）は、北海道釧路市に本社を置く、日本唯一の坑内掘石炭生産会社である。
閉山した太平洋炭礦（たいへいようたんこう）を縮小の上、引継いだ。
会社の株主は、釧路ガス、釧路日産自動車、大栄産業、釧路石炭販売、釧路信用金庫が上位5社であり、主に釧路の地方企業で構成された独立系エネルギー資源会社となっている。

## 主要業務
1. 営業採炭（年間約55万トン）[5]。
2. アジアからの研修生受入・技術者派遣（日本国政府の「炭鉱技術海外移転事業」＝2002年（平成14年）から「産炭国石炭産業高度化事業」を受託）[6]。
3. 採炭技術・保安技術等の開発、技術移転[6]。

2004年（平成16年）以降、投機マネーの石炭取引市場への大量流入による資源価格の世界的な上昇に伴い、内外価格差の解消がなされ、業績堅調。
設備は全て太平洋炭礦が所有するため、持たざる経営を鉱山で実施している。
太平洋興発（2代目）とは、2006年（平成18年）3月期で約30.86億円の取引を行っており、太平洋興発（2代目）の年間売上高の約11.0 %を占める最大の取引先となっていた。
また、一般廃棄物中間処理業も営み、釧路市からゴミ収集と粗大ゴミ・不燃ゴミの再処理を受託している。さらに近年では廃食用油を回収してバイオディーゼル燃料の生成も行っている。
徹底した機械化による海底鉱山採掘が主流である。

## 研修事業
事業の柱の1つとして研修生受入・技術者派遣があり、2019年までに3,000人以上の研修生を受け入れると共に、海外へ4,000人以上（延人数）の技術者を派遣している。
日本国政府の「炭鉱技術海外移転事業」は、2009年（平成21年）度で約33.8億円であったが、民社国連立政権になってから、2010（平成22）年度の日本国政府予算概算要求で約26億円にまで減額された。その後継事業も自公連立政権下で減額が進み、2020年（令和2年）の「産炭国に対する石炭採掘・保安に関する技術移転等事業」概算要求額は約13.5億となっている。
この事業がベトナムや中国での技術力向上につながったとして、釧路市などで作る協議会が2014年に事業継続を求めている。

## 沿革

### 前史
- 1905年（明治38年） - 前身の安田炭礦が石炭採掘を開始[4]。
- 1920年（大正9年）11月22日 - 太平洋炭礦株式会社が事業を継承[4]。閉山までの82年間で、採炭量は1億トン以上となった。
- 2002年（平成14年）
  - 1月30日]- 太平洋炭礦閉山[4]。

### 本史
- 2001年（平成13年）12月27日 - 釧路コールマイン株式会社設立。
- 2002年（平成14年）
  - 1月31日 - 閉山した太平洋炭礦より540名を再雇用し、釧路コールマインが採炭準備業務を開始[4]。
  - 4月9日 - 採炭業務を再開[4]。
- 2005年（平成17年） 中国の炭鉱と技術提携。自動車の解体処理リサイクル事業を開始。
- 2006年（平成18年） ベトナムの炭鉱と技術提携。

## テレビ番組
- 日経スペシャル ガイアの夜明け 黒いダイヤが燃えている～資源警報!石炭を確保せよ～（2007年1月23日、テレビ東京）[12] - ベトナムとの関係を取材。